# دانشگاه پاپتیکال سنت توماس آکویناس
دانشگاه پاپتیکال سنت توماس آکویناس (به لاتین: Pontifical University of Saint Thomas Aquinas) یک دانشگاه‌ در واتیکان است.